# Melilla
Melilla (AFI: /meˈlilla/; nome ufficiale spagnolo: Ciudad Autónoma de Melilla; in arabo مليلية‎?, Malīliya; in berbero: ⵎⵔⵉⵞ, Mrič "la bianca" o ⵜⴰⵎⵍⵉⵍⵜ, Tamlilt; anticamente conosciuta dai romani come Rusadir; dai greci: Ῥυσσάδειρον, Ryssadeiron) è una città autonoma spagnola situata sulla costa settentrionale del Marocco, nell'Africa del Nord, nei pressi del porto marocchino Beni Ensar. È un porto franco, e l'attività principale è la pesca. Altre fonti di entrata sono il commercio attraverso la frontiera (legale o di contrabbando) e le sovvenzioni spagnole e dell'Unione europea.

## Geografia fisica

### Idrografia
Il principale fiume di Melilla è il fiume d'Oro, che nasce dal monte Gurugú, in Marocco, dove è chiamato fiume Meduar, a sud-ovest della città e sfocia tra le spiagge di San Lorenzo e Los Cárabos, nella baia di Melilla.
Rimane asciutto per la maggior parte dell'anno, prendendo portata d'acqua solo quando si verificano piogge continue, come quelle del 26 ottobre 2008, che abbatterono la recinzione di Melilla e provocarono l'esondazione del fiume d'Oro e dei suoi ruscelli, distruggendo una piccola diga vicino alla recinzione di Melilla, nel fiume Nano. Ha un corso approssimativo da SO a NE e riceve sulla sinistra i ruscelli di Tigorfaten, la vallata della Morte, il fiume Nano e il torrente delle Cabrerizas. Sulla destra riceve i ruscelli di Farhana e di Sidi-Guariach.

### Clima
| Melilla             | Mesi | Mesi | Mesi | Mesi | Mesi | Mesi | Mesi | Mesi | Mesi | Mesi | Mesi | Mesi | Stagioni | Stagioni | Stagioni | Stagioni | Anno |
| Melilla             | Gen  | Feb  | Mar  | Apr  | Mag  | Giu  | Lug  | Ago  | Set  | Ott  | Nov  | Dic  | Inv      | Pri      | Est      | Aut      | Anno |
| ------------------- | ---- | ---- | ---- | ---- | ---- | ---- | ---- | ---- | ---- | ---- | ---- | ---- | -------- | -------- | -------- | -------- | ---- |
| T. max. media (°C)  | 16,2 | 16,9 | 18,6 | 20,3 | 23,0 | 26,3 | 29,0 | 29,5 | 27,3 | 24,1 | 20,3 | 17,6 | 16,9     | 20,6     | 28,3     | 23,9     | 22,4 |
| T. min. media (°C)  | 8,3  | 8,9  | 10,6 | 12,2 | 14,9 | 17,9 | 20,6 | 21,7 | 19,4 | 16,1 | 12,2 | 10,0 | 9,1      | 12,6     | 20,1     | 15,9     | 14,4 |
| Precipitazioni (mm) | 56   | 36   | 30   | 35   | 20   | 6    | 2    | 3    | 15   | 25   | 40   | 51   | 143      | 85       | 11       | 80       | 319  |

## Origini del nome
Il primo nome conosciuto della città di Melilla fu Russadir o Rusaddir, come colonia fenicia tiria nel secolo VIII a. C. Questa denominazione perdurò durante le epoche cartaginese e romana fino al secolo VII d. C. Il nome di Melilla ha un'etimologia incerta. Una possibilità è che il nome di Melilla derivi dal latino Mellitus o dal greco Melita, per la coniazione di monete nel secolo I a. C. in epoca fenicia con api tra le spighe e l'iscrizione punica del fenicio Russadir, e che questa denominazione sia perdurata nei tempi dello sviluppo commerciale marittimo dell'epoca della provincia romana della mauritania tingitana. Nel secolo IX il geografo Al-Ya'qubi menziona la popolazione di Malila e nel secolo XIII gli Almohadi fortificano la popolazione di Maliliyya. Il vocabolo utilizzato dai rifani autoctoni della zona è Mritch, che deriva dalla radice etimologica della lingua berbera tamazight Tamlilt, che significa letteralmente 'La Bianca', in riferimento alla pietra calcarea di colore bianco su cui sorge Melilla.

## Storia
Melilla fu una colonia fenicia, con il nome di Rusadir. Nel 72 d.C. l'imperatore romano Vespasiano le concesse lo statuto di colonia e la città conobbe un periodo di splendore, arrivando a battere moneta. Nel 430 fu saccheggiata e occupata dai Vandali di Genserico dopo che questi ebbe attraversato lo Stretto di Gibilterra, per iniziare la conquista del Nordafrica. Liberata dal generale Belisario nel 534, tornò in orbita romano-orientale fino alla conquista islamica (fine del VII secolo). In epoca musulmana Melilla conobbe un periodo di decadenza. Nell'859 venne distrutta da un'incursione normanna. Nel 926 fu presa e fortificata dal califfo di Cordova Abd al-Rahman III. Successivamente passò sotto la sovranità delle differenti dinastie che governarono il Marocco, fra cui gli Almoravidi (nel 1080) e gli Almohadi (dopo il 1141).
Il 17 settembre 1497, la Spagna occupò la città, nel corso della Reconquista. Da allora il Marocco ha tentato ripetutamente di annettere Melilla. Tra il 9 dicembre 1774 e il 19 marzo 1775 la città fu sottoposta a un assedio durato 100 giorni ad opera del sultano Mohammed ben Abdallah, ma senza esito. Il governo marocchino reclama dal 1982 Melilla, insieme a Ceuta e ad alcune piccole isole spagnole prossime alla costa africana.
La città confina con i centri abitati marocchini di Beni Chiker, Ben Ansar e Bou Mahroud.

### Dopo il 1990
Melilla ha un rappresentante al Congresso spagnolo e due al Senato. Ha ottenuto lo status di città autonoma il 14 marzo 1995.
Lo standard ISO 3166-1 riserva la sigla EA per Melilla e Ceuta.
Solo le persone con ascendenza marocchina parlano il berbero, per la precisione un dialetto della tarifit, la lingua del Rif. Nei dialetti del Rif di solito al suono l delle altre varianti berbere corrisponde un suono r, mentre al suono geminato, ll, corrisponde ğ o, in fine di parola, č. Da qui il nome Mrič per un antico Mlill, "la Bianca". La lingua ufficiale e più diffusa è tuttavia lo spagnolo, unica ad essere insegnata nelle scuole.
Il confine terrestre tra Melilla e l'entroterra marocchino è recintato e sorvegliato, allo scopo di contenere l'ingresso di immigrati nell'exclave che, in quanto territorio spagnolo, garantisce ulteriore libero accesso all'area europea delle nazioni aderenti al trattato di Schengen.

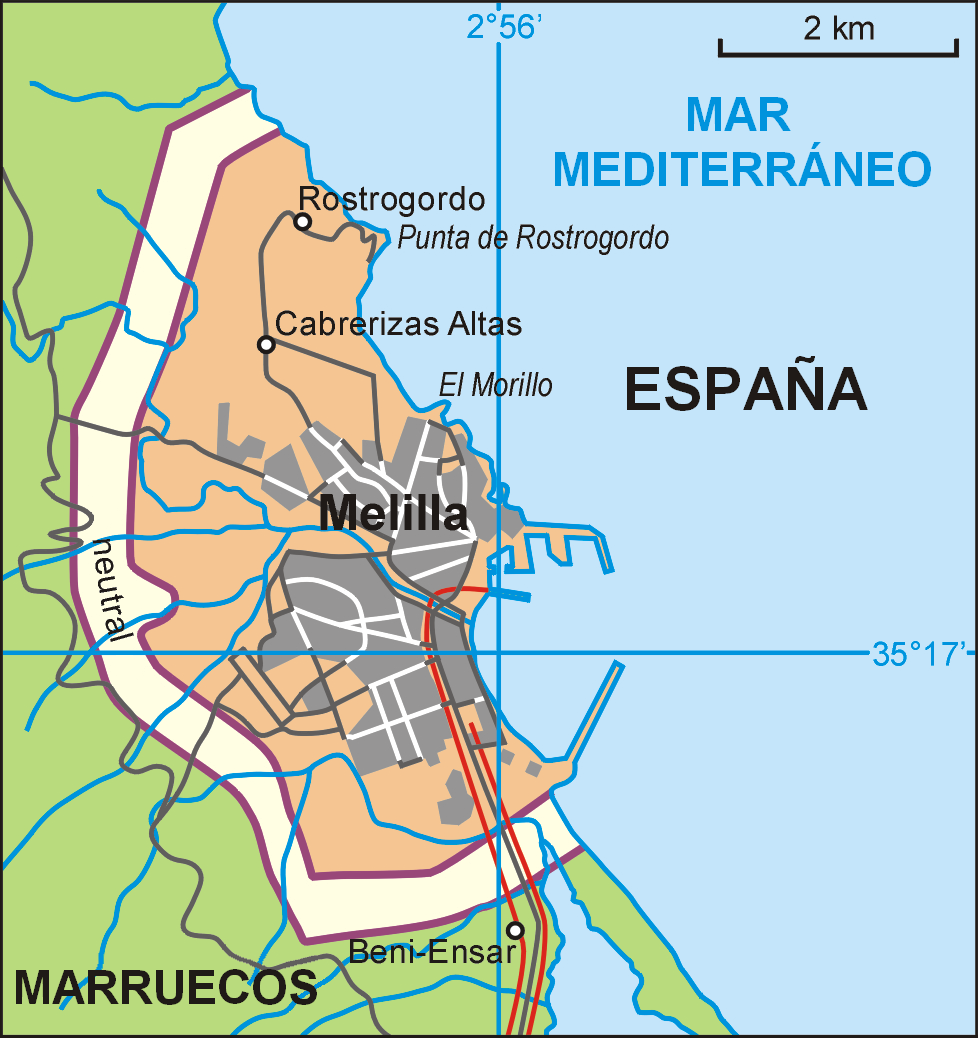
Mappa

## Monumenti e luoghi d'interesse

### Melilla la Vieja
Fu costruita tra i secoli XVI e XIX, seguendo modelli che vanno dal Rinascimento fino ai bastioni della scuola ispano-fiamminga costruita durante il periodo borbonico. Di conseguenza, possiede una città murata che fu inizialmente progettata da ingegneri italiani e successivamente da spagnoli e professionisti provenienti dai Paesi Bassi. Nel XVIII secolo, le mura furono ristrutturate e furono costruiti una serie di bastioni e edifici che riflettevano l'interesse dei re spagnoli per la difesa della città.

### Fortificazioni esterne
Si tratta di un insieme di fortificazioni, forti non collegati tra loro e a una certa distanza l'uno dall'altro, costruiti nella seconda metà del XIX secolo in uno stile neomedievale piuttosto più grazioso che minaccioso. Questi forti sono realizzati con pietra locale per le mura e mattoni per gli archi e le volte, utilizzando tecniche di fortificazione obsolete, incapaci di affrontare l'artiglieria moderna, poiché le tribù berbere (kabilas) che dovevano difendere Melilla non disponevano di artiglieria.

### Espansione
Dalla fine del XIX secolo, Melilla ha iniziato un periodo di splendore che ha dato origine a una città moderna. Melilla è, dopo Barcellona, la città con la maggiore rappresentazione dell'architettura modernista in Spagna e la maggiore espressione del modernismo nel continente africano. Centinaia di edifici (oltre 500 catalogati) si distribuiscono nell'area centrale e nei suoi quartieri. Questa zona moderna è anche protetta come Bene di Interesse Culturale, e conta numerosi edifici progettati dall'architetto della Scuola di Barcellona stabilitosi a Melilla, Enrique Nieto, che ha realizzato una vasta opera modernista, come seguace dell'architetto Lluís Domènech i Montaner. Tra le sue opere spiccano edifici modernisti floreali. Altri autori modernisti di Melilla furono principalmente Emilio Alzugaray Goicoechea e Tomás Moreno Lázaro.
Negli anni '30, l'Art Déco ha preso piede nell'architettura di Melilla e architetti come Francisco Hernanz Martínez o Lorenzo Ros Costa hanno realizzato spettacolari edifici nei quartieri della città.

### Cimitero Comunale della Purísima Concepción
È il cimitero principale della città di Melilla, situato nella piazza del Cimitero, alla fine del Canale dell'Acqua. La sua costruzione è iniziata nel 1890, sotto il progetto del comandante degli ingegneri Eligio Suza e la contrattazione di Manuel Fernández. Fu inaugurato il 1° gennaio 1892 e benedetto dal vicario Juan Verdejo. Il primo cadavere sepolto fu quello di Francisco López López, un bambino di quattro mesi.

### Chiesa parrocchiale del Sacro Cuore di Gesù
Fu costruita in stile neoromanico tra il 1900 ed il 1918, anno in cui venne inaugurata; è stata anche dichiarata Bene di Interesse Culturale.

### Altri luoghi di interesse
Piazze
Melilla ha diverse piazze significative, come la Piazza di Spagna, la Piazza Menéndez Pelayo e la Piazza Comandante Benítez.

### Parco Hernández
Il parco più importante di Melilla, creato nel 1902 con una forma trapezoidale secondo il progetto dell'ingegnere Vicente García del Campo, si trova nella Piazza di Spagna.

### Parco Lobera
Questo parco prende il nome dal suo fondatore, Cándido Lobera Girela, che, quando era presidente della Giunta degli Arbitrati, creò questo parco per evitare la costruzione di baracche sul suo terreno.

### Architetture civili e militari
- L'Acropolis, cittadella fortificata del XVI secolo posta in cima a uno sperone di roccia affacciato sul porto.[2]

## Società
Melilla conta con una popolazione di 85 811 abitanti.

### Popolazione e nazionalità
Distribuzione della popolazione in base alla nazionalità.
| Nazionalità | Uomini | Donne  | Totale | %     | Proporzione |
| ----------- | ------ | ------ | ------ | ----- | ----------- |
| Spagnola    | 37 662 | 36 257 | 73 919 | 88.0% |             |
| Straniera   | 6 161  | 6 370  | 12 531 | 12.0% |             |

La popolazione spagnola include quella di origine araba, hindú, e giudaica. La popolazione hindù considera la sua arrivo a Melilla nel 1910, legata al commercio nella zona franca come avviene nelle Canarie, Ceuta o Gibilterra. Esistono comunità ebraiche in tutta la Nordafrica dalla loro espulsione dalla Spagna nel 1492, con un cimitero ebraico nelle vicinanze di Tetuán dove sono sepolti ebrei sefarditi fin dall'espulsione della Spagna fino agli anni del Protettorato spagnolo del Marocco. Dalla regione del nord del Marocco e la sua relazione con Melilla proviene la popolazione magrebí o musulmana di Melilla.
La lingua ufficiale e comune di tutti i melillesi è lo spagnolo, con particolare uso del dialetto andaluso, anche se ogni comunità usa ampiamente la lingua originaria dei suoi antenati come simbolo di identità culturale. Così, la comunità hindù utilizza principalmente l'hindi tra gli anziani e l'inglese tra i giovani. La comunità ebraica usa l'haquetía, un dialetto nordafricano dello ladino o judeoespanol. La popolazione musulmana parla principalmente berbero o tamazight (ⵜⴰⵎⴰⵣⵉⵖⵜ), che è una lingua generalmente orale, caratterizzata da una varietà locale nel nord del Marocco. Il dibattito sulla sua ufficializzazione riguarda se sia opportuno o meno superare il fallimento scolastico.
Solo lo spagnolo gode di riconoscimento ufficiale, ma le altre lingue sono celebrate ogni 21 febbraio nel Giornata internazionale della lingua madre.
Nel 2020 Melilla era la regione di Spagna con il tasso di natalità più alto e la più bassa età media. Melilla è la città n.º 27 in Spagna per densità di popolazione, situata tra Fuengirola e Coslada, ed è la n.º 80 in termini di popolazione, situata tra Chiclana de la Frontera e Toledo.

### Immigrazione
Secondo l'INE, nel 2021 Melilla contava 12.586 stranieri, di cui 11.371 erano marocchini. Inoltre, secondo il Ministero dell'Interno, i cittadini marocchini possono entrare a Melilla senza visto a condizione che non pernottino, abbiano l'Autorizzazione F (Lavoratori Transfrontalieri) o risiedano in una zona di influenza di Nador con un documento di viaggio valido. Nel 2020, Melilla contava 5000 Lavoratori Transfrontalieri, che sono stati danneggiati dalla chiusura delle frontiere decretata dal Governo del Marocco a causa della pandemia di COVID-19. L'accesso a Melilla senza visto per i residenti a Nador ha causato il collasso del sistema sanitario di Melilla, soprattutto nei servizi di emergenza dell'ospedale comarcal. La popolazione straniera a Melilla, secondo il Consiglio Economico e Sociale, rappresenta il 12 % della popolazione, collocandola al sesto posto in Spagna per percentuale di popolazione straniera, dopo Catalogna, Castiglia-La Mancia o Murcia. Questo fenomeno è spiegato dal processo di ottenimento della nazionalità spagnola di 10.000 residenti marocchini a Melilla, avvenuto nel 1986.

#### Immigrazione irregolare
Sin dal 1990, numerosi immigrati irregolari sono arrivati a Melilla per entrare nell'UE, in una situazione simile a quella di Ceuta e Canarie. La pressione migratoria a Melilla, essendo una frontiera tra i paesi africani e l'Unione Europea, è una questione ricorrente nei conflitti diplomatici tra Spagna e Marocco. L'incidente più grave in questo senso è stato l'incidente di confine del 2021 e il fenomeno relativamente nuovo dei minori stranieri non accompagnati.

### Urbanismo
L'espansione urbana di Melilla iniziò dopo il Tratado de Wad-Ras nel 1860. Inizialmente, la crescita fu lenta a causa dell'immigrazione, principalmente ebraica e dalla provincia di Málaga. A partire dal 1861, l'aumento dell'attività commerciale stimolò gradualmente la popolazione, che nel 1860 era solo di 375 persone. Nel 1868 fu approvato un piano di espansione, eseguito nel 1879, e nel 1881 furono costruiti nuovi quartieri al di fuori delle mura, come l'Alcazaba e il Mantelete. La popolazione raggiunse 3.031 abitanti nel 1893.
Tra il 1893 e il 1909, la crescita accelerò a causa della guerra del 1893 e dell'arrivo delle truppe, raggiungendo i 6.000 abitanti. Furono creati nuovi quartieri e costruite infrastrutture chiave. Nel 1906, la popolazione era di 8.800 abitanti. A partire dal 1909, l'espansione si intensificò, con nuovi quartieri come l'ippodromo e la costruzione di edifici alti. Nel 1910 fu approvato un piano di urbanizzazione che fu in gran parte ignorato, portando a una crescita irregolare.
Nel corso delle decadi successive, Melilla continuò a espandersi con quartieri come García Valiño e Virgen de la Victoria, consolidando la proprietà urbana e creando quartieri informali per soddisfare la domanda di abitazioni, soprattutto dopo il disastro del 1921. L'espansione culminò nel 1956 con l'urbanizzazione degli ultimi terreni disponibili, consolidando il nucleo urbano della città. Questa crescita fu alimentata dall'immigrazione, dalle necessità militari e dai progressi nelle infrastrutture.

## Cultura

### Istruzione

#### Scuole
Melilla conta numerosi centri educativi dei diversi livelli di istruzione, tra pubblici, convenzionati e privati.
Nella rete di centri pubblici, Melilla ha 13 centri di scuole dell'infanzia e scuole primaria, 7 centri di istruzione secondaria e 5 centri di educazione per adulti.

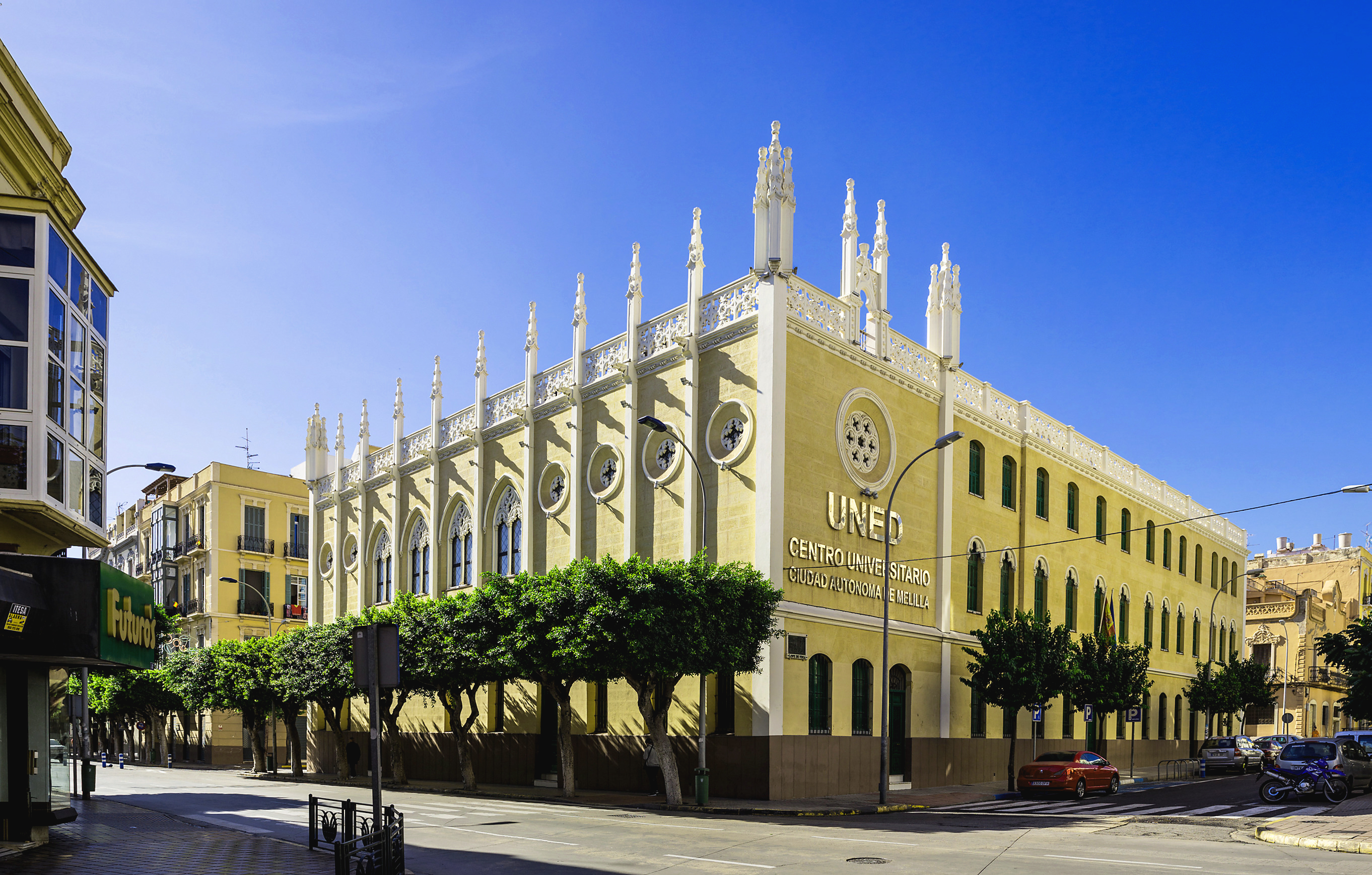
UNED

#### Università
La Università di Granada è presente in città con le facoltà di Scienze dell'Educazione e dello Sport, Scienze Sociali e Giuridiche e Scienze della Salute. Esiste inoltre un centro associato della Università Nazionale di Educazione a Distanza e un Conservatorio Professionale di Musica.

### Musei
A Melilla esistono numerosi musei, tra cui il Museo di Melilla, situato nei Magazzini delle Peñuelas, il Museo Archeologico e Storico, il Museo Sefardita e Berbero, il Museo Militare di Melilla, nel Bastione della Concepción Alta, il Museo d'Arte Sacra con accesso alle Grotte del Conventico, il Museo Andrés García Ibáñez di Arte Moderno e Contemporaneo, nella Torre della Vela, il Museo di Arti e Costumi Popolari di Melilla, nell'Associazione di Studi Melillensi, il Museo Gaselec dell'Elettricità, il Museo dell'Automobile di Melilla, e le sale espositive dell'Ospedale del Rey della Fondazione Gaselec, la sala Vicente Manchón nel Centro Culturale Federico García Lorca e la sala del Real Club Marittimo di Melilla.

### Media

#### Stampa
Oltre ai giornali di diffusione nazionale, esistono due giornali locali: Melilla Hoy e El Faro.

#### Radio
È possibile sintonizzare tutte le stazioni radio di ambito nazionale, che hanno edizioni locali, COPE, Onda Cero...

#### Televisione

Televisión Melilla

Vengono trasmesse tutte le reti di ambito nazionale, così come la rete pubblica andalusa, Canal Sur Televisión. La città dispone di due reti locali, Televisión Melilla e Popular TV, così come uno studio di Radio Televisión Española, che trasmette notizie.

### Arte

#### Architettura
L'architettura di Melilla risponde a diverse tipologie e modelli, che vanno dalle tecniche di fortificazione, dal XVI al XIX secolo, fino alle architetture moderne e contemporanee, a partire dal XIX secolo, ma soprattutto nel XX secolo. Tra queste spicca l'architettura modernista, insieme ad altre correnti architettoniche che la precedono e la seguono, il che rende questa città africana la città spagnola con la maggiore rappresentazione del modernismo dopo Barcellona e la maggiore rappresentazione del modernismo in Africa. Melilla ospita oltre mille edifici catalogati che fanno parte del Complesso Storico-Artistico della Città di Melilla, dichiarato Bene di Interesse Culturale, distribuiti nel quartiere centrale e nei suoi dintorni.

#### Scultura
Da segnalare anche elementi scultorei, come quelli eretti per commemorare gli eroi delle campagne in Marocco: Monumento a los Héroes de Taxdirt (1910) e il Monumento a los Héroes y Mártires de las Campañas (1927-1931), quelli del regime franchista, come il Monumento a los Héroes de España (1941) o la Estatua del Comandante de la Legión Francisco Franco o altri contemporanei, Homenaje al Modernismo Melillense, Monumento a Pedro de Estopiñán y Virués, Encuentros o Homenaje a Fernando Arrabal. Gli autori più significativi sono: Mustafa Arruf e Carlos Baeza Torres tra gli altri.

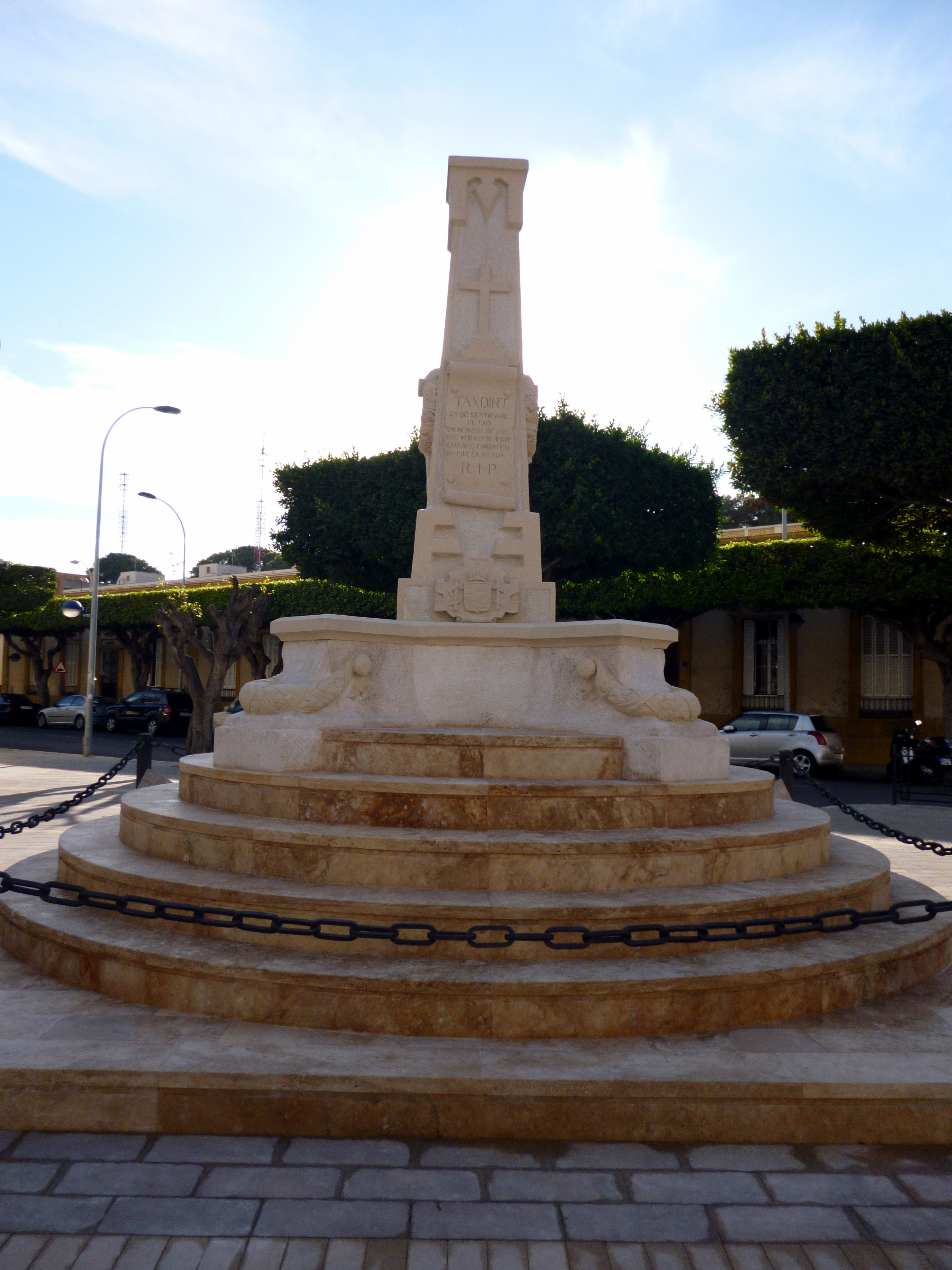
Monumento a los Héroes de Taxdirt
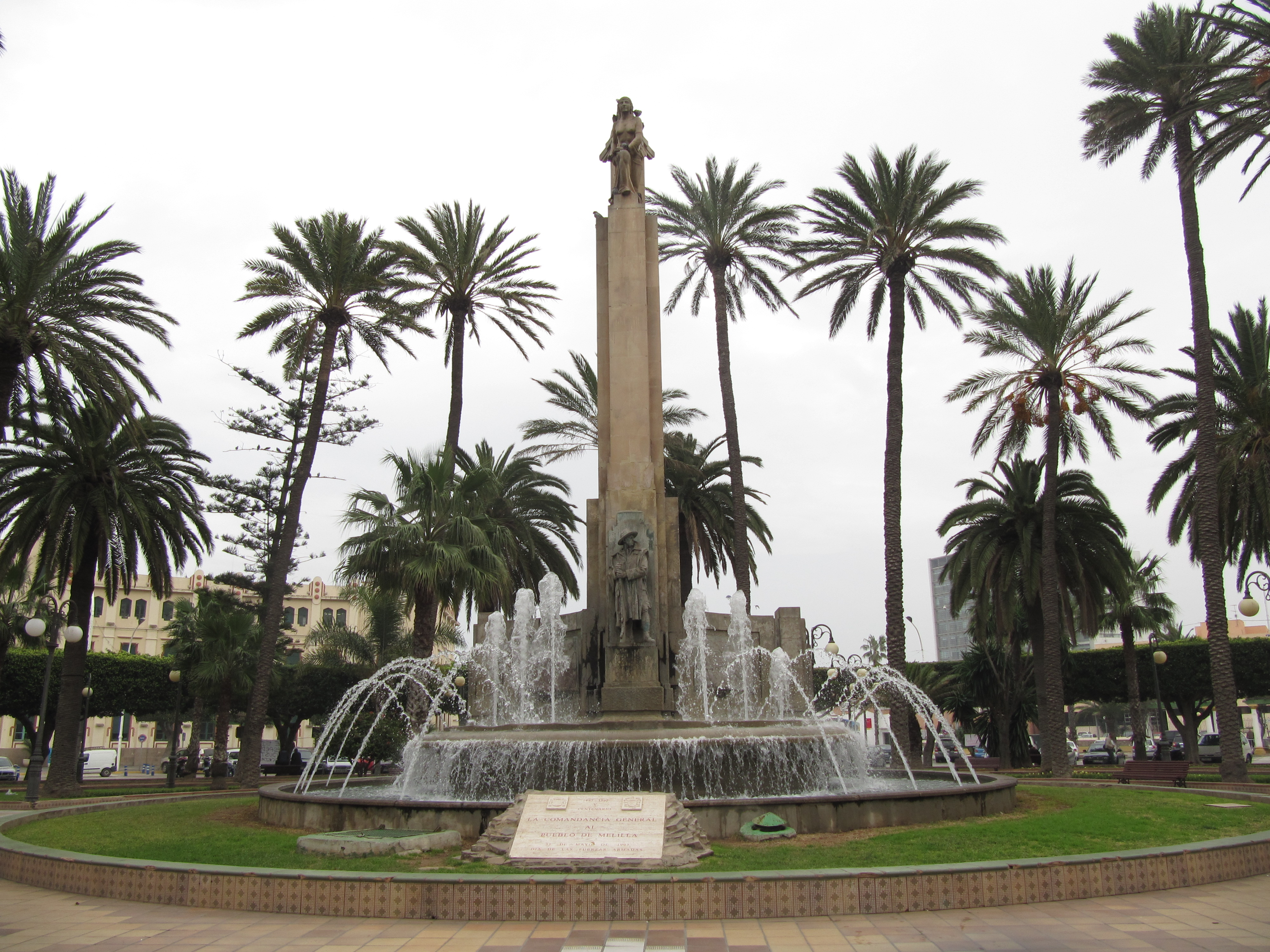
Monumento a los Héroes y Mártires de las Campañas
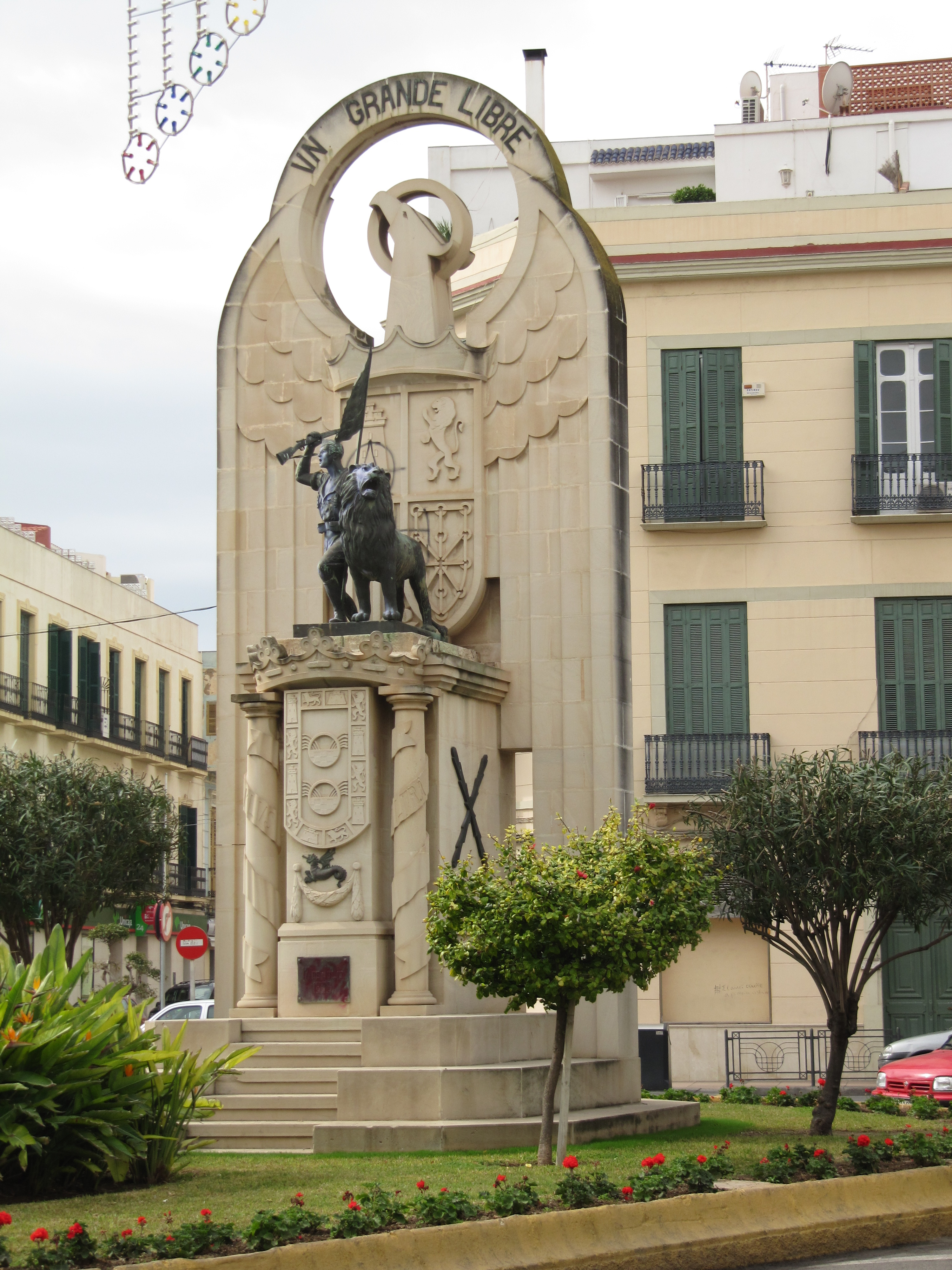
Monumento a los Héroes de España
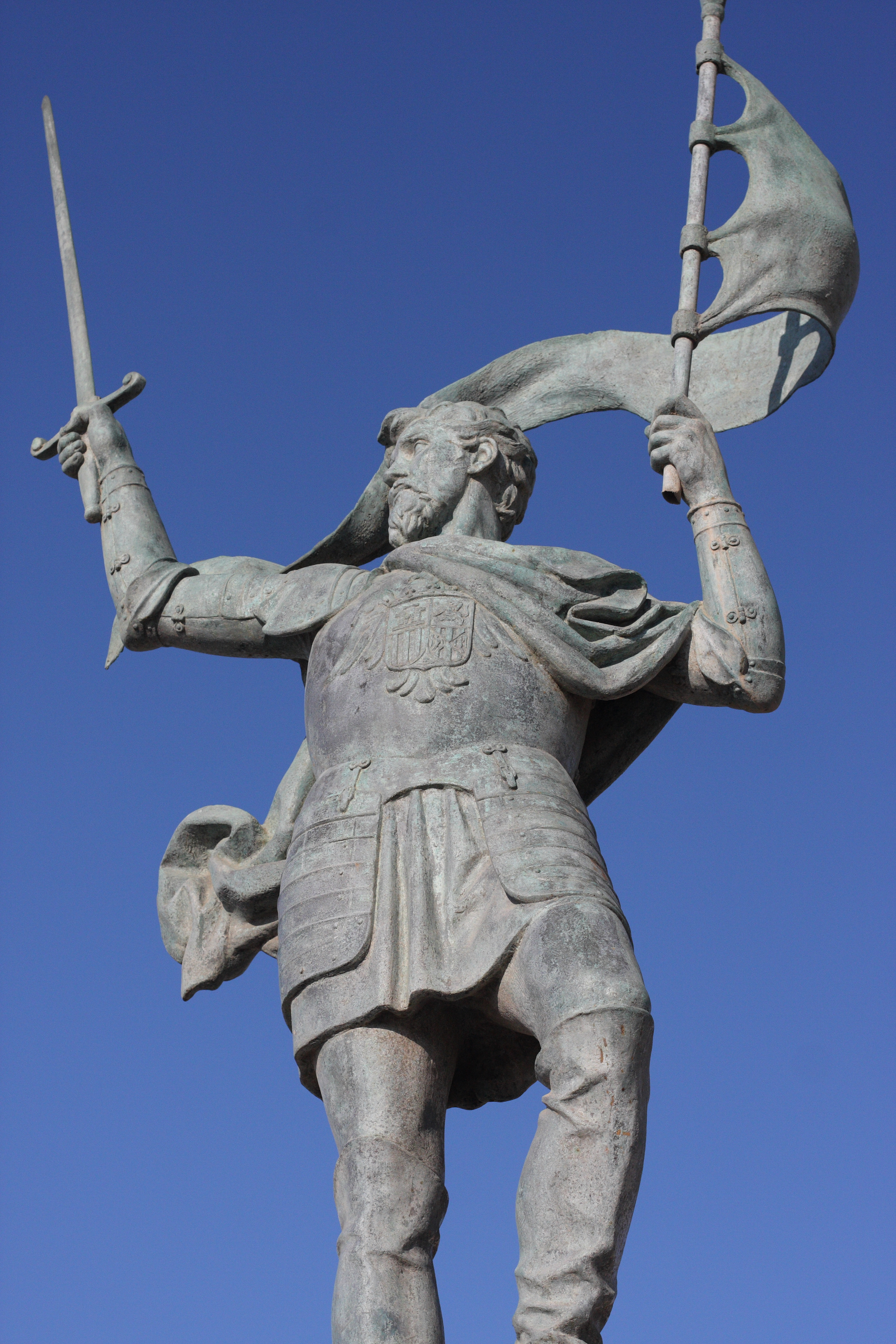
Monumento a Pedro de Estopiñán y Virués
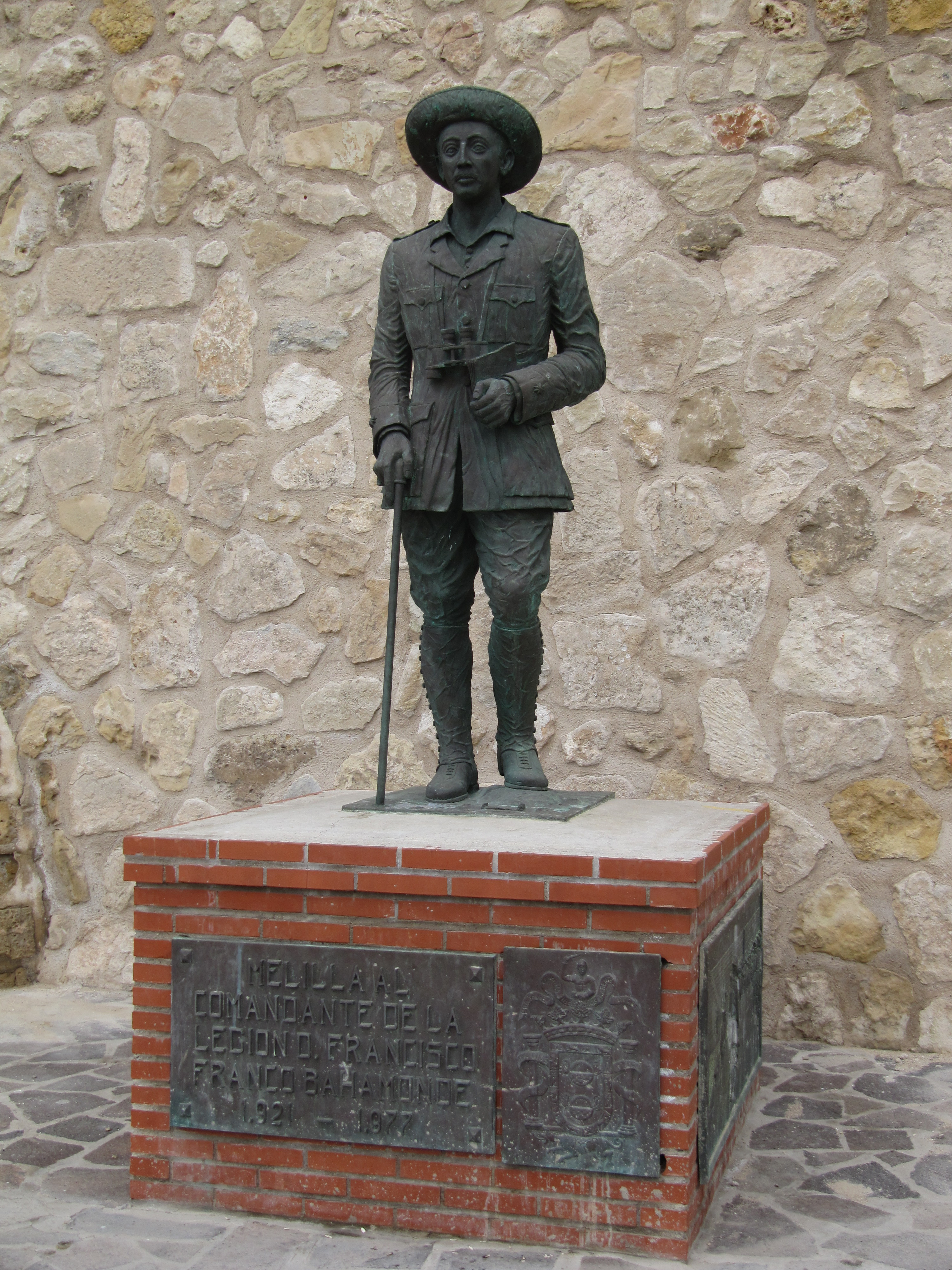
Estatua del comandante de la Legión Francisco Franco Bahamonde
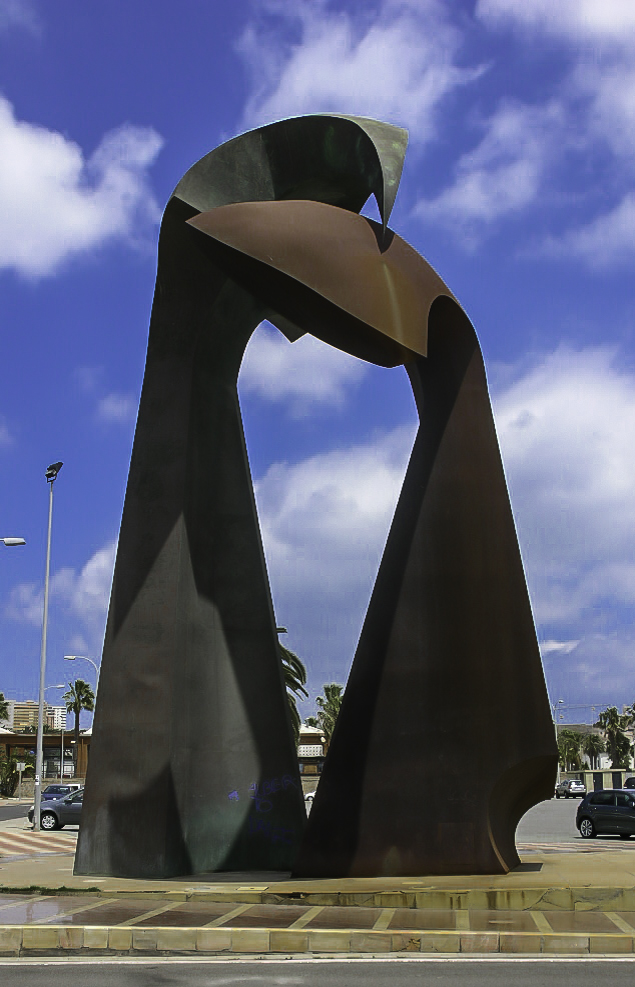
Encuentros (escultura)
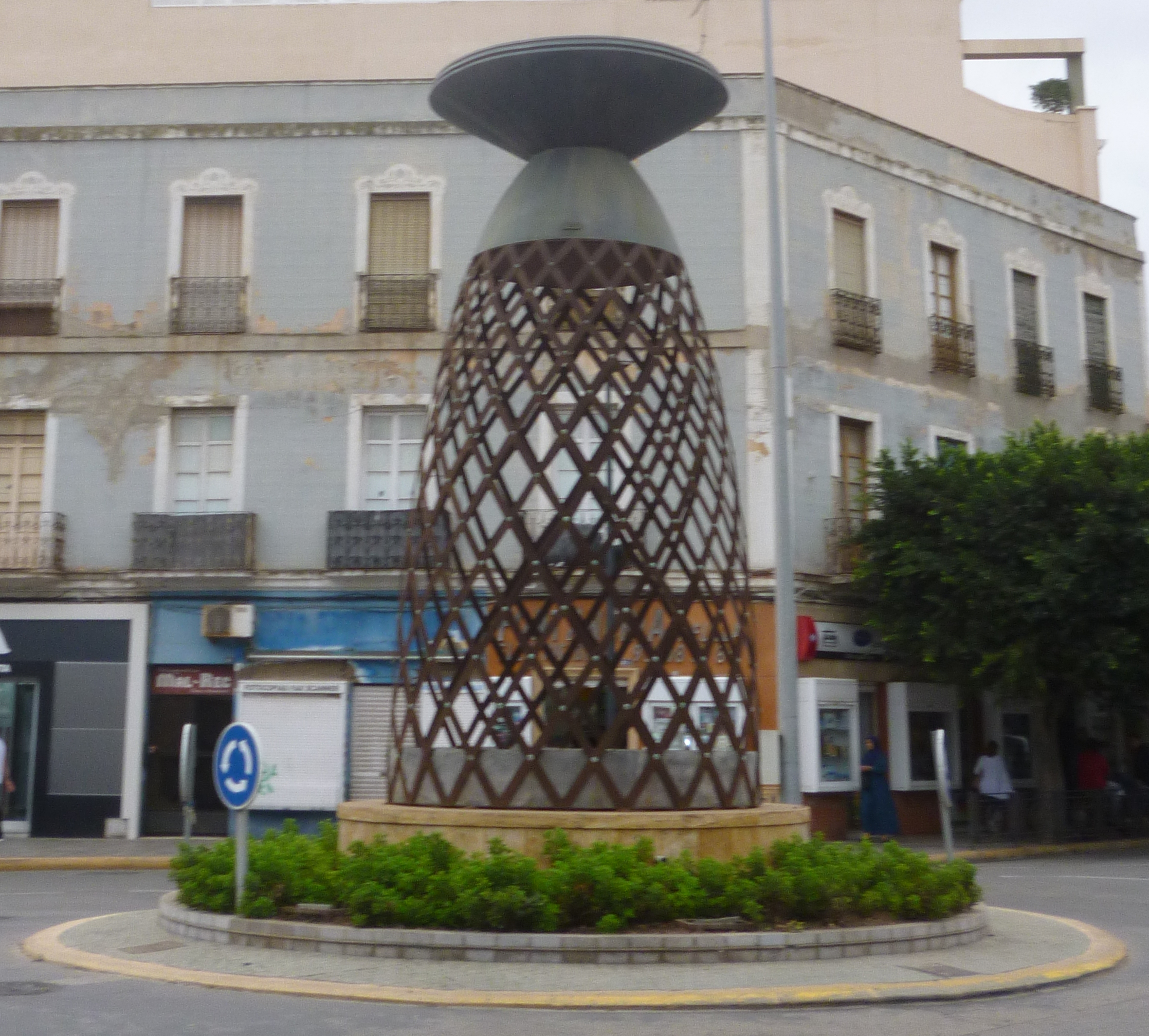
Homenaje al Modernismo Melillense
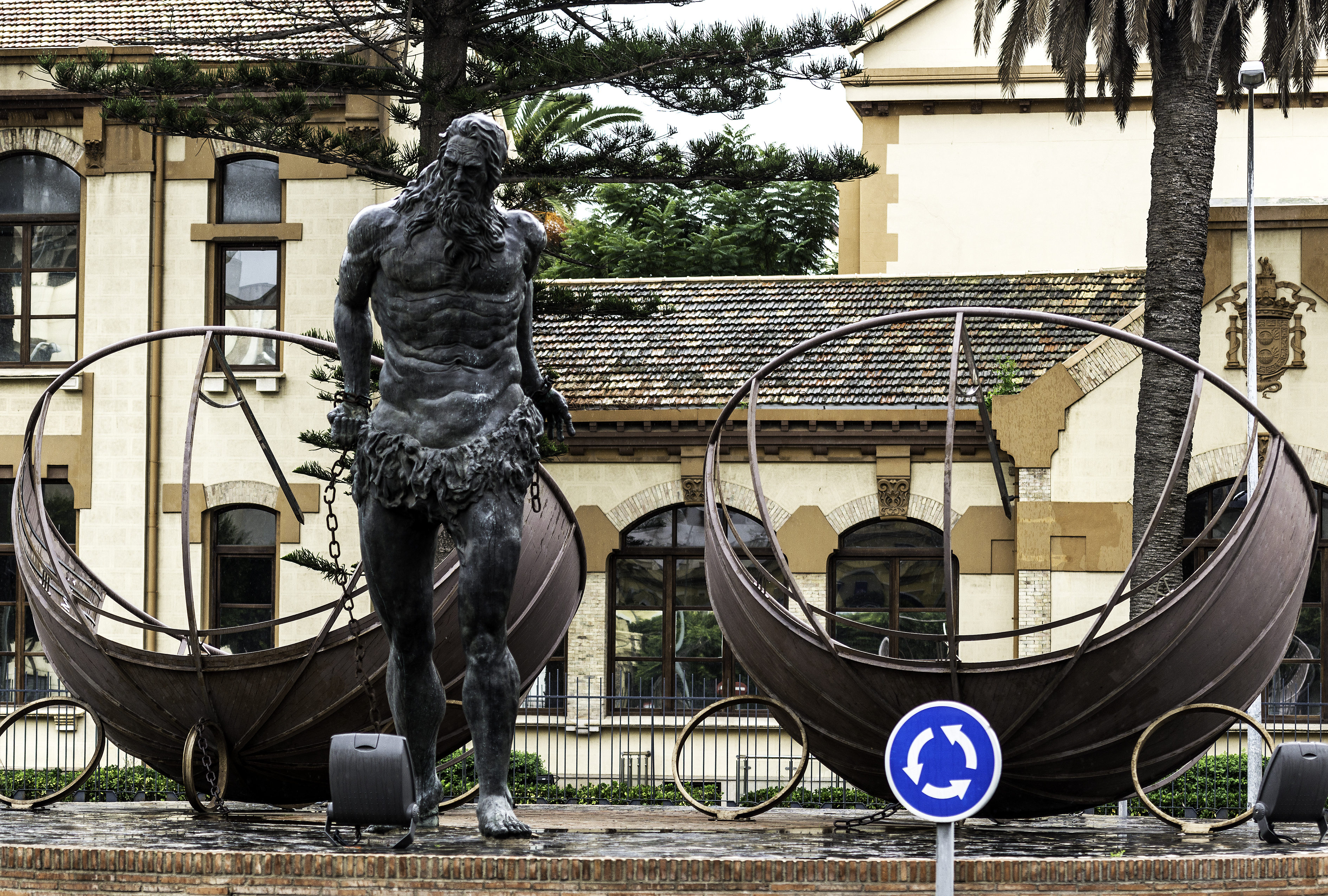
Reloj Solar (escultura)
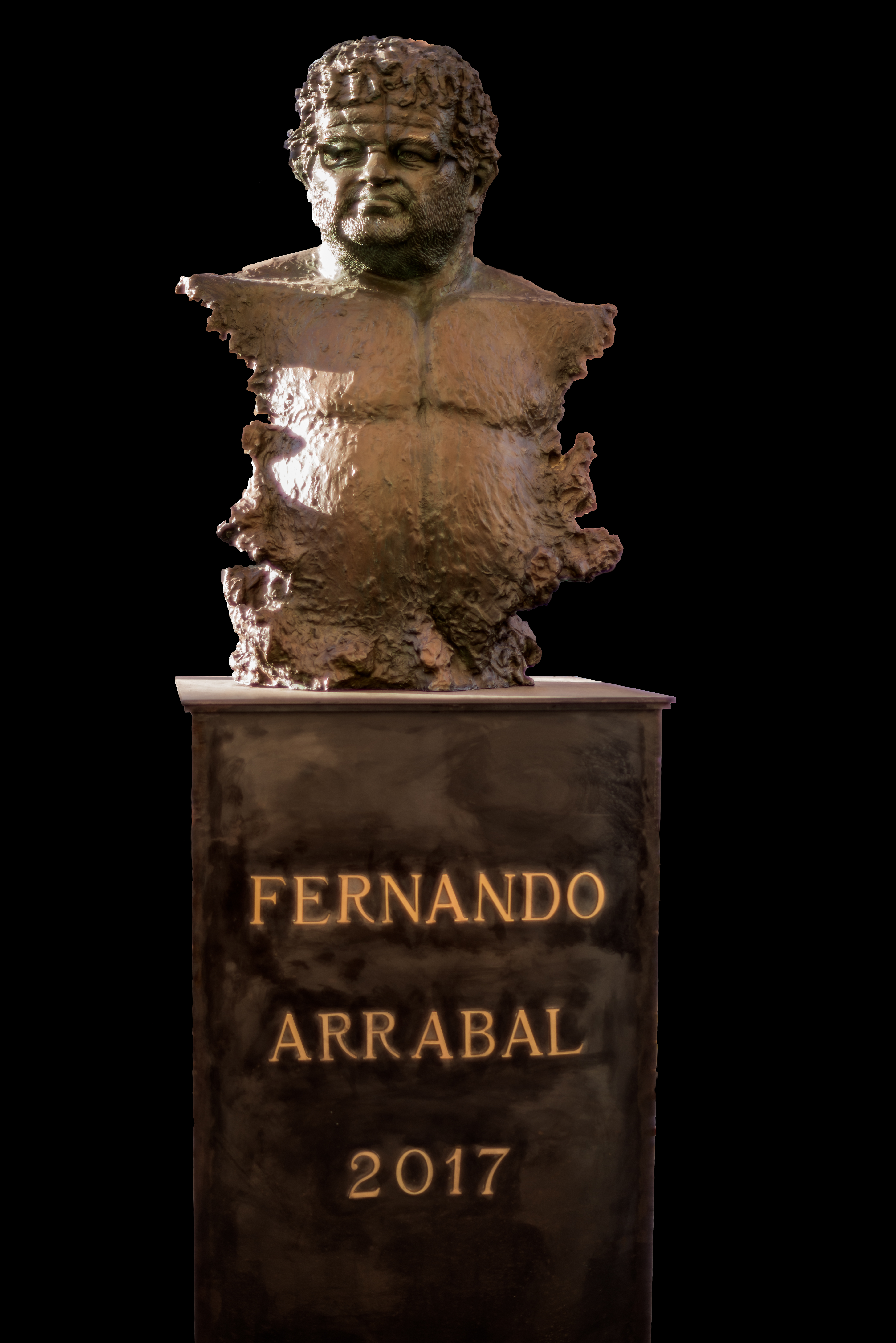
Homenaje a Fernando Arrabal (escultura)

#### Pittura
La pittura di Melilla è stata fortemente influenzata dal suo ambiente multiculturale, con diversi stili artistici. Spicca il pittore Eduardo Morillas, riconosciuto per la sua connessione con la storia e il paesaggio della città, catturando la luce, i colori e l'architettura modernista di Melilla. La sua opera fonde l'arte contemporanea con le tradizioni locali, contribuendo al riconoscimento di Melilla come un centro artistico. È inoltre notevole l'opera di Carlos Baeza, in particolare la sua serie La Ciudad de las Cúpulas, che mette in risalto l'architettura modernista. Inoltre, il Museo di Arte Contemporanea ospita una collezione rappresentativa dell'evoluzione dell'arte locale.

### Letteratura
Gli autori più distinti di Melilla sono: Miguel Fernández González, Fernando Arrabal, Juan Guerrero Zamora, Carmen Conde, tra gli altri.
Il comune di Melilla concede annualmente il Premio Internazionale di Poesia Città di Melilla, che è stato creato nel 1979 in onore di Miguel Fernández, il poeta più rinomato della città.

### Teatro

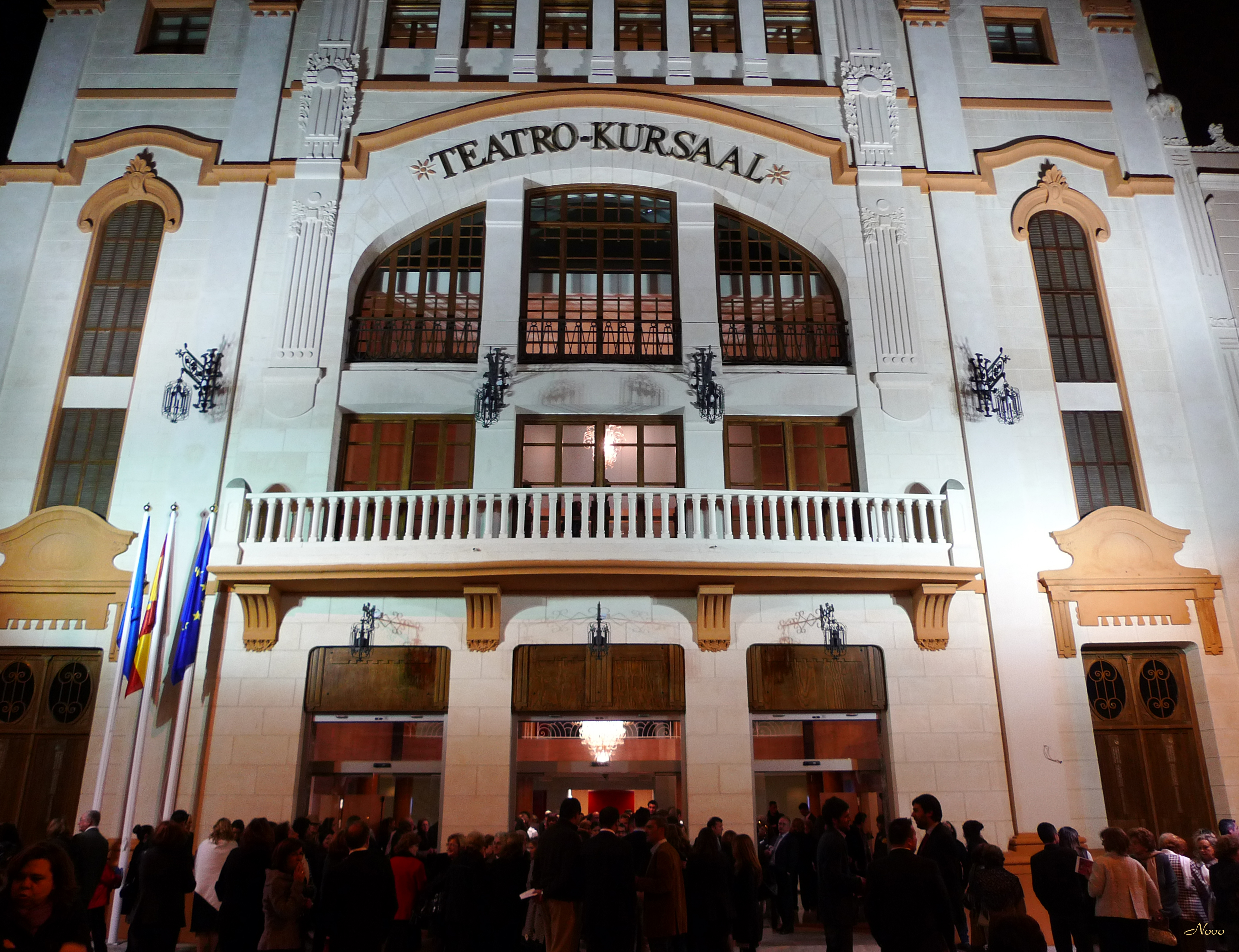
Teatro Kursaal - Fernando Arrabal

A Melilla esistono il Teatro Kursaal-Fernando Arrabal, dipendente dalla Consigliera della Cultura della Città Autonoma di Melilla, e il Palazzo delle Esposizioni e dei Congressi dipendente dal Patronato del Turismo di Melilla, che coprono l'offerta teatrale, di danza, musicali e rappresentazioni a Melilla. Il Teatro-Cine Perelló è l'unico cinema commerciale di Melilla, in funzione dal 1932. In estate, si tengono concerti a Melilla la Vieja, all'Auditorium Carvajal e nel recinto fieristico con artisti nazionali e internazionali. Durante tutto l'anno c'è una grande attività di gruppi musicali locali, principalmente in sale private e locali notturni.
Il Teatro Kursaal è la sede della Settimana del Cinema di Melilla, uno degli eventi culturali più significativi della città. Dal 2009 ogni anno vengono premiate le stelle del cinema spagnolo e viene conferito il Premio José Sacristán alla carriera cinematografica.

### Cucina
La gastronomia tradizionale di Melilla è molto varia. Fa parte della dieta mediterranea, basata sull'olio d'oliva, i cereali, le legumi, le verdura, il pesce, i frutti secchi e la carne; oltre a una grande tradizione nel consumo di vino. Inoltre, ha una miscela unica di influenze spagnole, rifiani, andaluse, maghrebine e sefardite, che dà luogo a una cucina ricca e variegata, piena di sapori intensi e tradizioni di diverse culture. Alcuni dei piatti più rappresentativi di Melilla sono:
- Rape alla Rusadir: Un piatto tipico di Melilla, noto per la sua preparazione con il pesce rana e una varietà di ingredienti locali.
- Paella: Un classico della cucina spagnola, adottato anche nella regione rifeña.
- Olla gitana: Un piatto tradizionale andaluso, a base di legumi, carni e ortaggi.
- Pollo alla moruna: Carne di pollo speziata e marinata alla maniera rifeña, una delle specialità più rappresentative.
- Harira: Una zuppa maghrebina fatta con carne, lenticchie, ceci e spezie, ideale per iniziare il pasto.
- Cazuela di pesce: Uno stufato di pesce, tipicamente spagnolo, preparato con i prodotti freschi del mare.
- Frittura di pesce: Tipico della cucina andalusa e rifeña, dove il pesce viene fritto in olio caldo fino a diventare croccante.
- Frutti di mare: Specialmente le coquine, gamberi e scampi, che vengono cucinati all'aglio o alla griglia, esaltando la loro freschezza e sapore.
- Pinchitos di carne speziata: Spiedini di carne marinata con spezie della cucina rifeña, molto popolari nelle griglie di Melilla.
- Tajine: Uno stufato tradizionale maghrebino di pesce, pollo, manzo, agnello o kefta (carne macinata), cotto lentamente in un tajine di terracotta.
- Insalata Cocha (Matbuja): Un piatto sefardita a base di ortaggi e condimenti freschi, dal sapore leggero e rinfrescante.
- Cuscus: Un classico maghrebino, preparato con semola di grano e servito con una varietà di stufati.
- Msemmen: Piccole focaccine sfogliate tipiche della cucina rifeña, simili a panini o crepes.
- Pastilla: Una torta tradizionale della cucina maghrebina, ripiena di carne, frutta secca e spezie, avvolta in pasta sfoglia.
- Shebakia: Dolce tradizionale maghrebino, a base di pasta fritta immersa nel miele e spolverata di sesamo.
- Cortadillo: Un dolce spagnolo, simile a una torta, preparato con farina, zucchero e olio.
- Tè alla menta: Bevanda rinfrescante molto popolare nella regione rifeña, che viene solitamente consumata dopo i pasti.

Questa diversità culinaria riflette la ricca eredità culturale di Melilla, fondendo ingredienti e tecniche delle cucine mediterranee e africane.

### Eventi

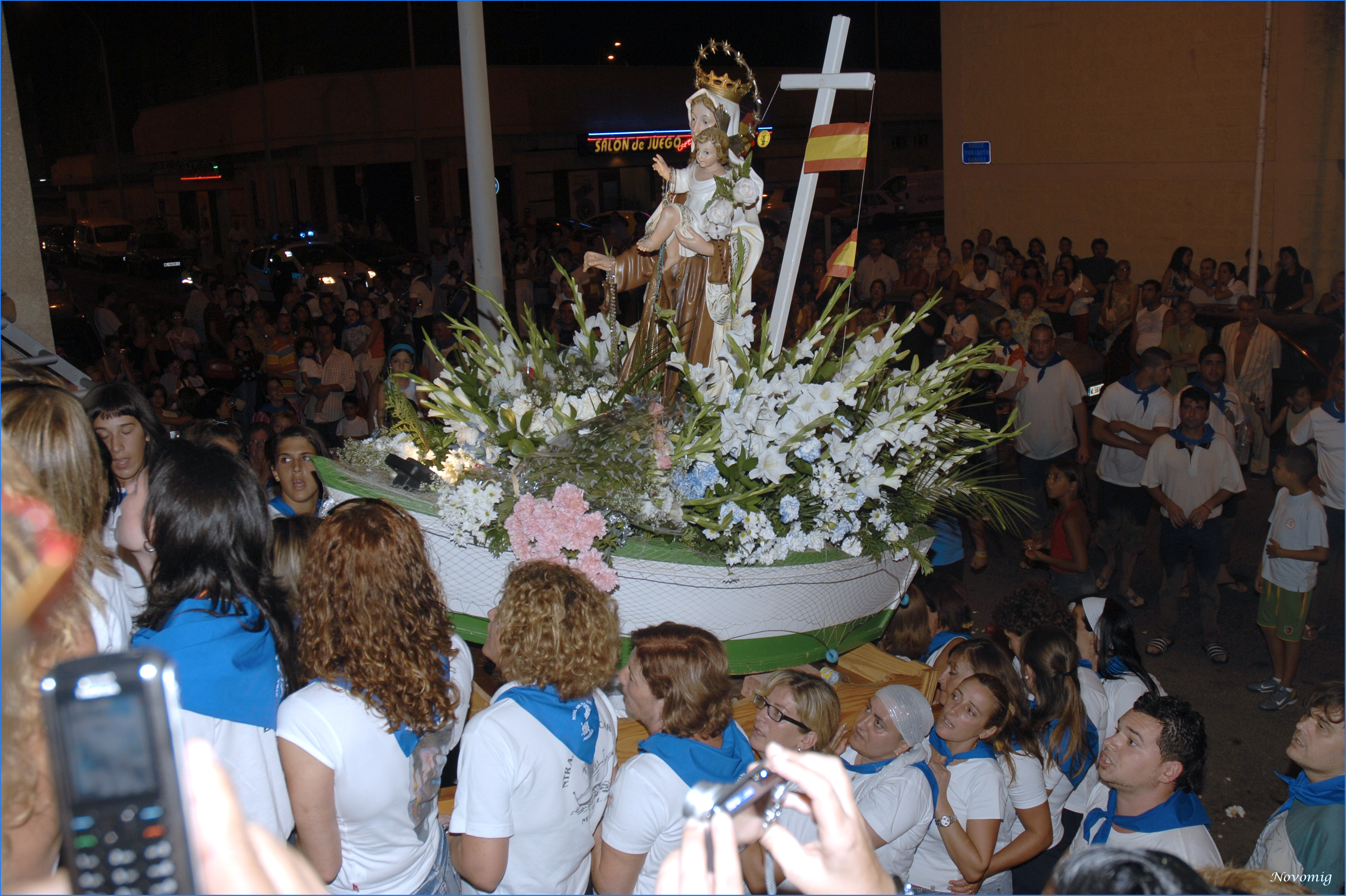
Nostra Signora del Monte Carmelo a Melilla

Come in quasi tutti i paesi e le città del sud della Spagna, a Melilla si celebrano annualmente il Natale, la Vigilia di Capodanno, il Capodanno, la festività dei Re Magi, la Settimana Santa, la notte di San Giovanni, il carnevale, le croci di maggio, l'Assunzione di Maria, il Giorno dell'Indipendenza (12 ottobre), il Giorno della Costituzione e il Giorno dell'Immacolata Concezione, oltre ad altre festività più recenti e di origine straniera come Halloween, che coincide con la Festa di Ognissanti.

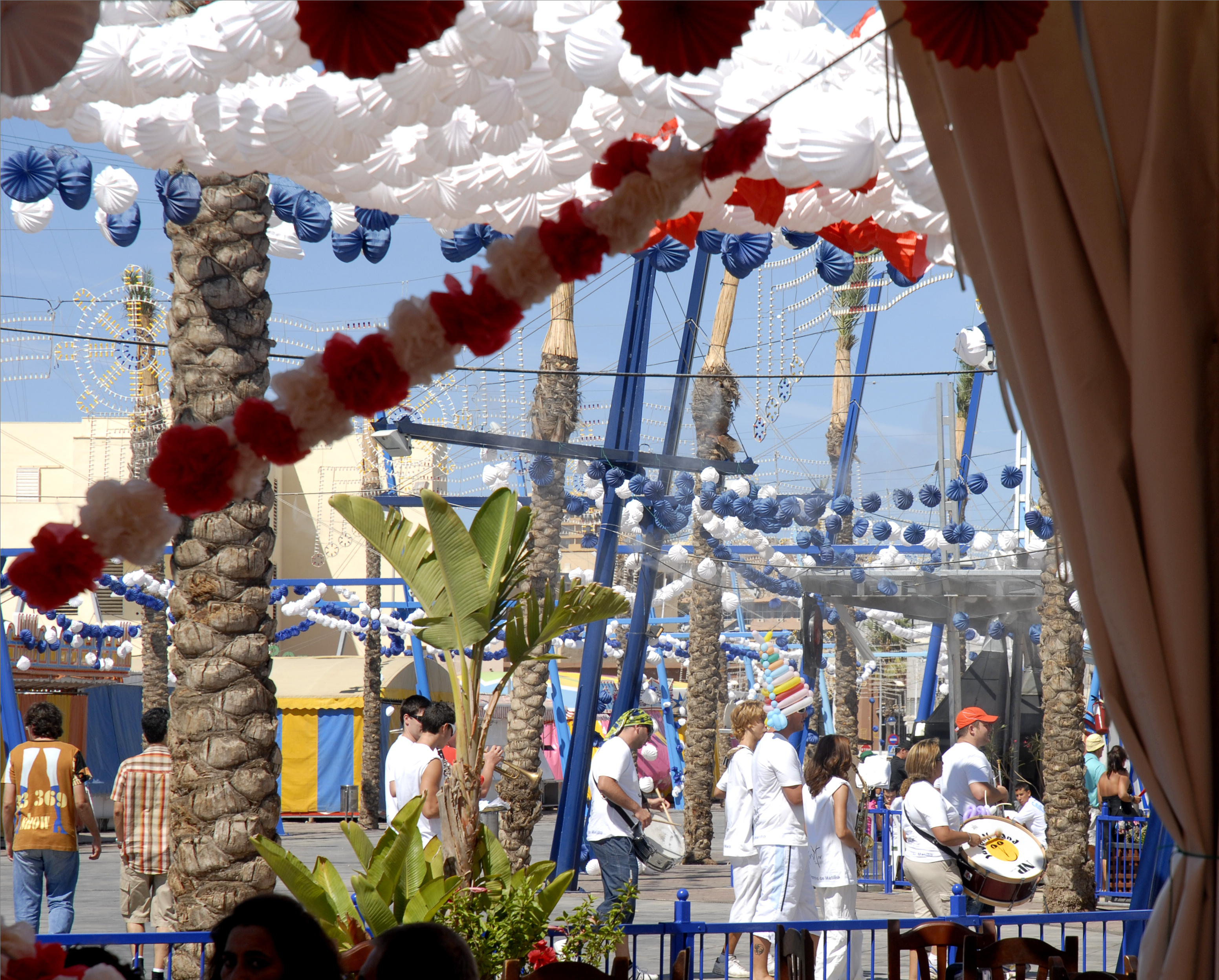
Feria di Melilla

La Festività di Nostra Signora del Carmen si celebra il 16 luglio e consiste in una processione terrestre e successiva processione marittima di immagini sotto l'advocazione della Nostra Signora del Monte Carmelo, patrona dei marinai. Una di queste è la Virgen del Carmen Coronada del Perchel, che esce la domenica successiva al giorno del suo santo, partendo al mattino in direzione della Chiesa di San Agostino, fino al pomeriggio, con l'imbarco al porto di Melilla e la successiva processione di ritorno al tempio.

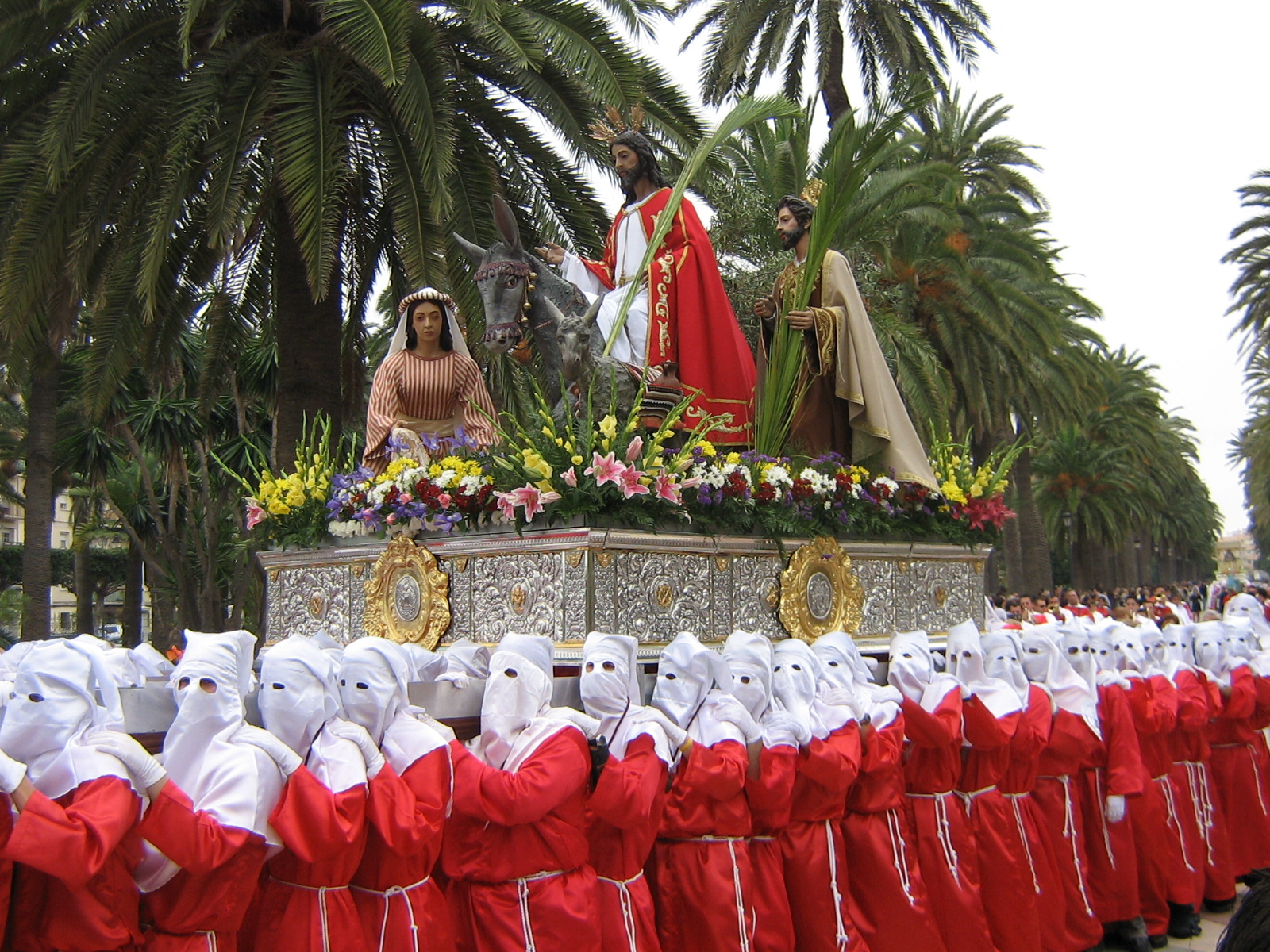
Processione di Settimana Santa, la Pollinica del Lunedì Santo nel parco Hernández

L'ultimo venerdì di agosto fino a domenica della settimana successiva si celebra la Feria di Melilla, la grande festa estiva, che viene inaugurata con una esibizione di fuochi d'artificio. Di notte, la fiera si sposta nella Plaza di San Lorenzo, dove, oltre alle giostre, si trovano le tende. Si svolgono anche feste di tori nella Plaza de toros di Melilla e numerosi concerti di musica.
L'ultimo fine settimana di giugno si celebra il Mercato Rinascimentale di Carlo V, una festa che si svolge a Melilla La Vieja, ricreando un mercato medievale durante tre giorni.
Ogni 8 settembre si celebra il giorno della Virgen de la Victoria, Santa Patrona di Melilla.
Il 17 settembre di ogni anno si celebra il Giorno di Melilla. Si commemora la conquista di Melilla nell'anno 1497 da parte di Pedro de Estopiñán y Virués, quando Melilla divenne parte della Corona di Castiglia.
Inoltre, sono ufficiali le festività del Ramadan: Eid al-Fitr e Eid al Adha.
Ogni comunità celebra le proprie festività, come Chanukkah ebraica, Diwali indù o Aid-al Kebir, anche chiamata Pasqua del Sacrificio o festa dell'Agnello, che è l'unica festività di una comunità non cristiana che ha il riconoscimento ufficiale dal 2010 nel calendario lavorativo.

## Geografia antropica

### Suddivisioni amministrative

#### Distretti e quartieri
| Distretto    | Area km² | Popolazione 2008 |
| ------------ | -------- | ---------------- |
| 1º Distretto | ...      | 2850             |
| 2º Distretto | ...      | 4901             |
| 3º Distretto | ...      | 1909             |
| 4º Distretto | ...      | 7546             |
| 5º Distretto | ...      | 13 456           |
| 6º Distretto | ...      | 4657             |
| 7º Distretto | ...      | 9460             |
| 8º Distretto | ...      | 26 669           |
| Melilla      | 12,3     | 71 448           |

| Distretto 1                                      | Distretto 2                          | Distretto 3          | Distretto 4                                                                       |
| ------------------------------------------------ | ------------------------------------ | -------------------- | --------------------------------------------------------------------------------- |
| Quartiere di Medina Sidonia                      | Quartiere Eroi di Spagna (centro)    | Quartiere del Carmen | Quartiere Poligono Residenziale La Paz (zone del poligono e monte María Cristina) |
| Quartiere del Generale Larrea (antico Mantelete) | Quartiere del Generale Gómez Jordana |                      | Quartiere Ebraico                                                                 |
| Quartiere di Ataque Seco                         | Quartiere Principe di Asturias       |                      | Tiro Nazionale                                                                    |

| Distretto 5                                                              | Distretto 6                       | Distretto 7                            | Distretto 8                                                                  |
| ------------------------------------------------------------------------ | --------------------------------- | -------------------------------------- | ---------------------------------------------------------------------------- |
| Quartiere Cristóbal Colón (comunemente erroneamente chiamato Cabrerizas) | Quartiere Concepción Arenal       | Quartiere del Generale Real o del Real | Quartiere della Libertà (denominato durante la dittatura di Primo de Rivera) |
| Quartiere Cabrerizas                                                     | Quartiere Isaac Peral (Tesorillo) | Poligono industriale SEPES             | Quartiere dell'Ippodromo (denominato durante la dittatura di Sanjurjo)       |
| Quartiere Batería Jota                                                   |                                   | Poligono industriale Las Margaritas    | Quartiere Alfonso XIII                                                       |
| Quartiere Hernán Cortés e Las Palmeras                                   |                                   |                                        | Quartiere Industriale                                                        |
| Quartiere Reina Regente                                                  |                                   |                                        | Quartiere Vergine della Vittoria                                             |
| Quartiere dei Pinares                                                    |                                   |                                        | Quartiere della Costituzione                                                 |
| Quartiere della Cañada de Hidum                                          |                                   |                                        |                                                                              |

## Economia

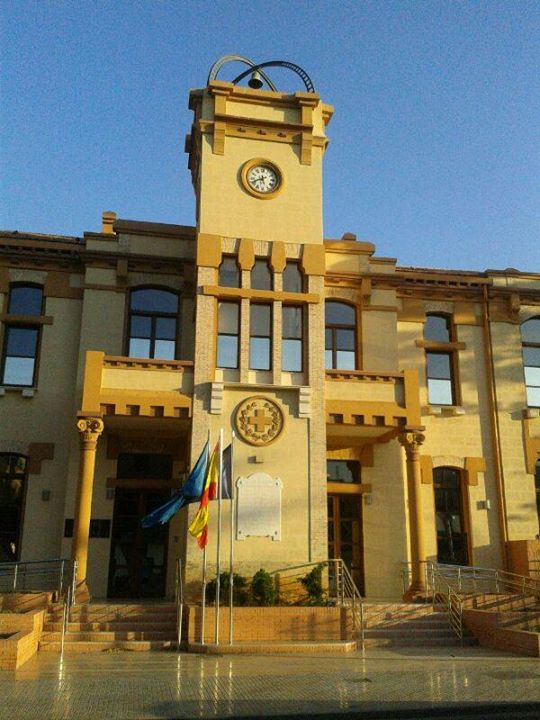
Antico Ospedale della Croce Rossa che ospita il Ministero dell'Economia e delle Finanze

Secondo i dati dell'Agenzia delle Entrate, Melilla è la quinta regione della Spagna per reddito lordo annuale, posizionandosi tra le Isole Baleari e Asturie, con 29.556 €, al di sopra della media della Spagna (2018). Per quanto riguarda i dati dell'INE, il suo PIL pro capite di 18.482 € per abitante si colloca al penultimo posto, davanti alla Estremadura e dietro l'Andalusia. Questa situazione si spiega con la crescita della sua popolazione superiore alla media, un 32 % nel periodo 2000-2018.

### Settore terziario
Il settore economico che genera la maggiore ricchezza e occupazione è il settore dei servizi, che rappresenta l'80 % dei 1.564 milioni di euro di PIL nel 2018, e che occupa il 32 % della popolazione (2021).

#### Commercio
Il commercio con il Marocco è stato storicamente fondamentale per l'economia di Melilla, in particolare attraverso la dogana commerciale, che facilitava il passaggio delle merci essenziali per la città. Tuttavia, nel 2018, il Marocco ha chiuso questa dogana, danneggiando gravemente i commercianti melillensi e i circa 5.000 lavoratori transfrontalieri che dipendevano dal commercio informale. Nel 2020, la chiusura delle frontiere a causa della pandemia ha esacerbato ulteriormente la situazione, limitando gli scambi commerciali.
Nel 2025, dopo quasi tre anni di negoziati, Spagna e Marocco hanno concordato di riaprire le dogane commerciali, sebbene con nuove restrizioni sui prodotti che potevano attraversare e un limite al numero di camion giornalieri. Questo accordo, sebbene limitato, ha permesso una parziale ripresa del commercio transfrontaliero, offrendo un sollievo ai settori più colpiti di Melilla.

#### Pubblica Amministrazione
Si tratta di una regione in cui le Amministrazioni Pubbliche, in particolare il Ministero della Difesa, rappresentano un peso maggiore all'interno della sua economia, pari al 47 %, una situazione che condivide con Ceuta. Nel 2015 è stato inaugurato un Centro Tecnologico, che ha l'obiettivo di stimolare lo sviluppo delle imprese TIC.

### Piano Strategico Integrato di Melilla
Melilla ha progettato un Piano Strategico Integrato con l'obiettivo di trasformare il suo modello produttivo, concentrandosi su tre settori chiave: il settore turistico, l'economia digitale e l'economia verde e circolare. Questi settori attualmente hanno un impatto limitato sulla città, ma si considera che offrano grandi opportunità per diversificare l'economia e migliorare l'occupazione.

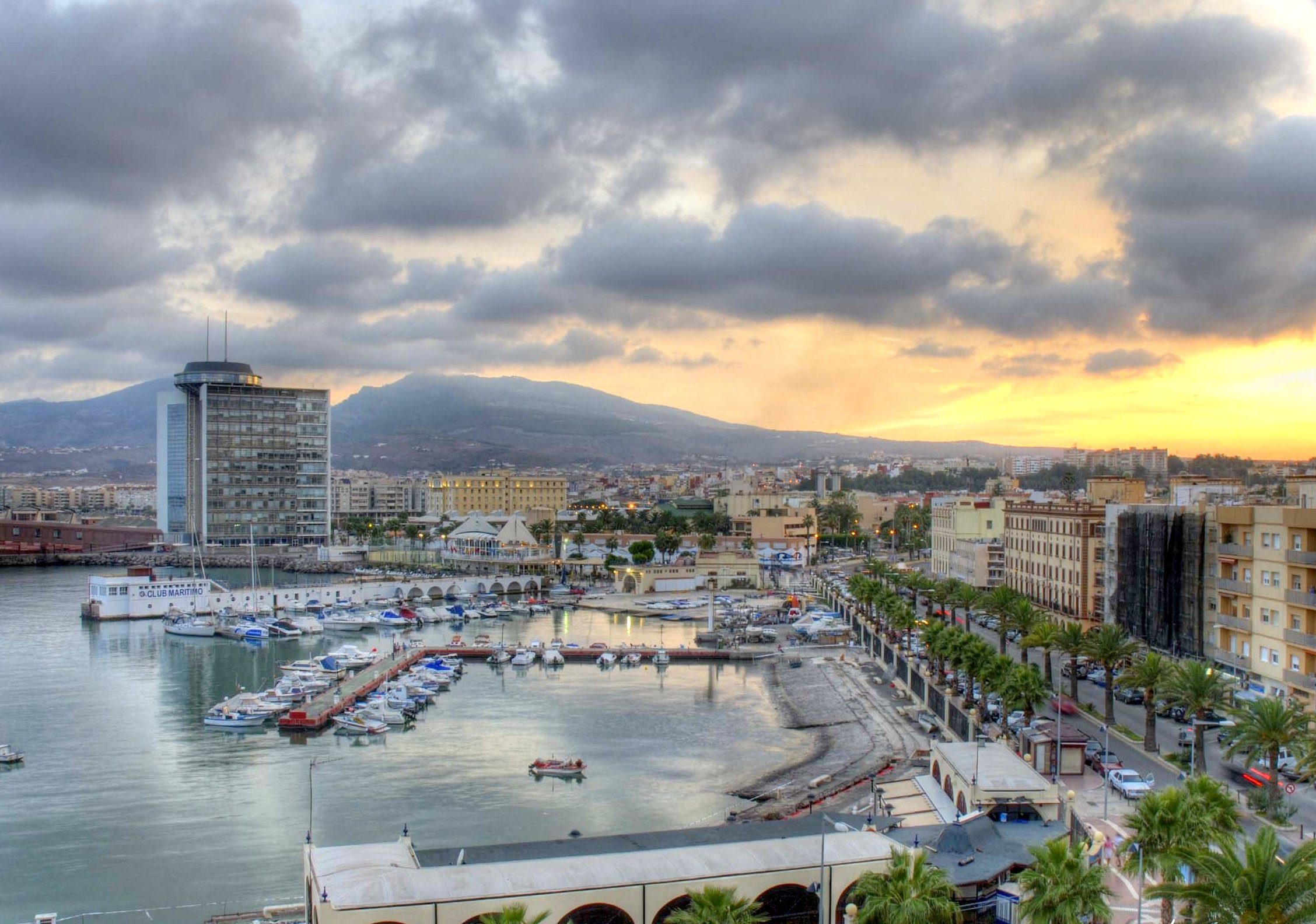
Melilla da Melilla la Vieja

#### Settore turistico
Il settore turistico di Melilla ha un enorme potenziale grazie al suo patrimonio storico e alle relazioni con il Marocco. Tuttavia, affronta sfide come i prezzi elevati dei trasporti e la mancanza di una strategia chiara. Il Piano Strategico propone di riabilitare il patrimonio storico per scopi turistici, elaborare un piano di promozione internazionale e stimolare il finanziamento per le imprese turistiche. Inoltre, si propone una strategia di resilienza turistica per migliorare le infrastrutture e attirare più visitatori.

#### Economia digitale
Si cerca di rafforzare l'economia digitale, modernizzando il tessuto industriale e le PMI, investendo nella digitalizzazione e migliorando le capacità delle aziende e dei lavoratori. Ciò contribuirebbe a diversificare l'economia e ridurre la dipendenza dal settore pubblico, oltre a sfruttare le opportunità del mercato tecnologico.

#### Economia verde e circolare
Per promuovere un'economia sostenibile, il Piano include misure per migliorare il riciclaggio dei rifiuti, stimolare l'autoconsumo energetico (con comunità energetiche) e aumentare l'efficienza energetica, soprattutto nel settore turistico. Sono inoltre evidenziati progetti come la conservazione marina e il miglioramento dell'approvvigionamento di acqua.
Secondo i dati del 2019 del Consiglio Economico e Sociale, il 46 % dei beneficiari di redditi minimi di inserimento a Melilla sono stranieri, solo preceduti dalla La Rioja. Per quanto riguarda il tasso di disoccupazione, questo è del 20,2 % (2021), il terzo più alto della Spagna, dietro solo all'Andalusia e a Ceuta.
Si tratta di un territorio speciale dell'Unione Europea e di un porto franco, che gode di uno status speciale in IVA, PAC e PPC.

### Porto franco

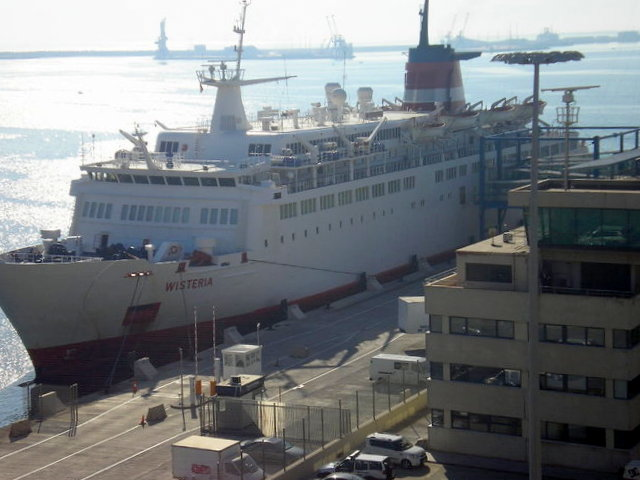
Trasporto passeggeri nel porto di Melilla

È porto franco dal 1863, porto franco o territorio franco. Fa parte dello Spazio Schengen ma non dell'Unione doganale dell'Unione Europea, pertanto le importazioni di merci non sono soggette a dazi doganali. Le importazioni di merci, inoltre, al posto dell'IVA di importazione, sono soggette a una tassa indiretta propria chiamata Imposta sulla Produzione, Servizi e Importazione (IPSI), oltre a gravami complementari su idrocarburi e tabacco che sono sostituti degli equivalenti imposte sui consumi specifici nel resto della Spagna.

### Regime Fiscale Speciale di Ceuta e Melilla
Le aliquote fiscali sono quasi la metà di quelle dell'IVA europeo e la riscossione è realizzata e gestita al 100 % dalla città autonoma, finanziando con ciò un terzo del suo bilancio annuale. Inoltre, i residenti fiscali a Melilla, siano persone fisiche o giuridiche, beneficiano di agevolazioni fiscali sugli imposti statali diretti come IRPEF o Imposta sulle Società e sugli imposti indiretti e locali del 50 % della quota integra. Inoltre, nel 2018 il Ministero delle Finanze ha ridotto per Melilla e Ceuta la fiscalità applicata nelle società di scommesse online con residenza fiscale in queste città autonome, tale che la società con il maggior fatturato a Melilla è Codere Online.

### Evoluzione del debito vivo
Il concetto di debito vivo contempla solo i debiti con casse e banche relativi a crediti finanziari, titoli di reddito fisso e prestiti o crediti trasferiti a terzi; si esclude, quindi, il debito commerciale.

## Infrastrutture e trasporti

### Aeroporto
L'aeroporto di Melilla offre voli giornalieri dagli aeroporti di Malaga (AGP/LEMG), Madrid (MAD/LEMD), Barcellona (BCN/LEBL), Granada (GRX/LEGR), Almería (LEI/LEAM), Siviglia (SVQ/LEZL), Palma di Maiorca (PMI/LEPA) e Gran Canaria (LPA/GCLP); e voli stagionali (durante le vacanze o in periodi isolati) da Asturie (OVD/LEAS), Santiago di Compostela (SCQ/LEST) e Tenerife (TFN/GCXO). Nel 2024 ha raggiunto i 507.957 passeggeri. L'unica compagnia aerea che attualmente opera dall'aeroporto è Iberia Regional/Air Nostrum.

### Porto
Il porto di Melilla collega la città con traghetti giornalieri verso Málaga, Almería e Motril. Nel 2024 ha raggiunto i 711.900 passeggeri. Le compagnie di navigazione che collegano Melilla con Málaga e Almería sono Baleària e Transmediterránea.

### Energetiche
Enel e Nissan hanno creato un sistema Bess stazionario in cui le batterie usate delle auto elettriche sono riutilizzate a supporto della rete elettrica locale.

## Sport
L'attività sportiva a Melilla è regolata dal Ministero dell'Istruzione, della Gioventù e dello Sport, che offre una vasta gamma di attività fisiche nei vari centri sportivi della città, come ginnastica, aerobica, body building, arti marziali, tennis, tra le altre.
Nel 2015, l'Associazione delle Capitale Europee dello Sport (ACES Europa) ha designato Melilla come Città Europea dello Sport per il 2016, per l'impegno della città nella promozione dello sport.

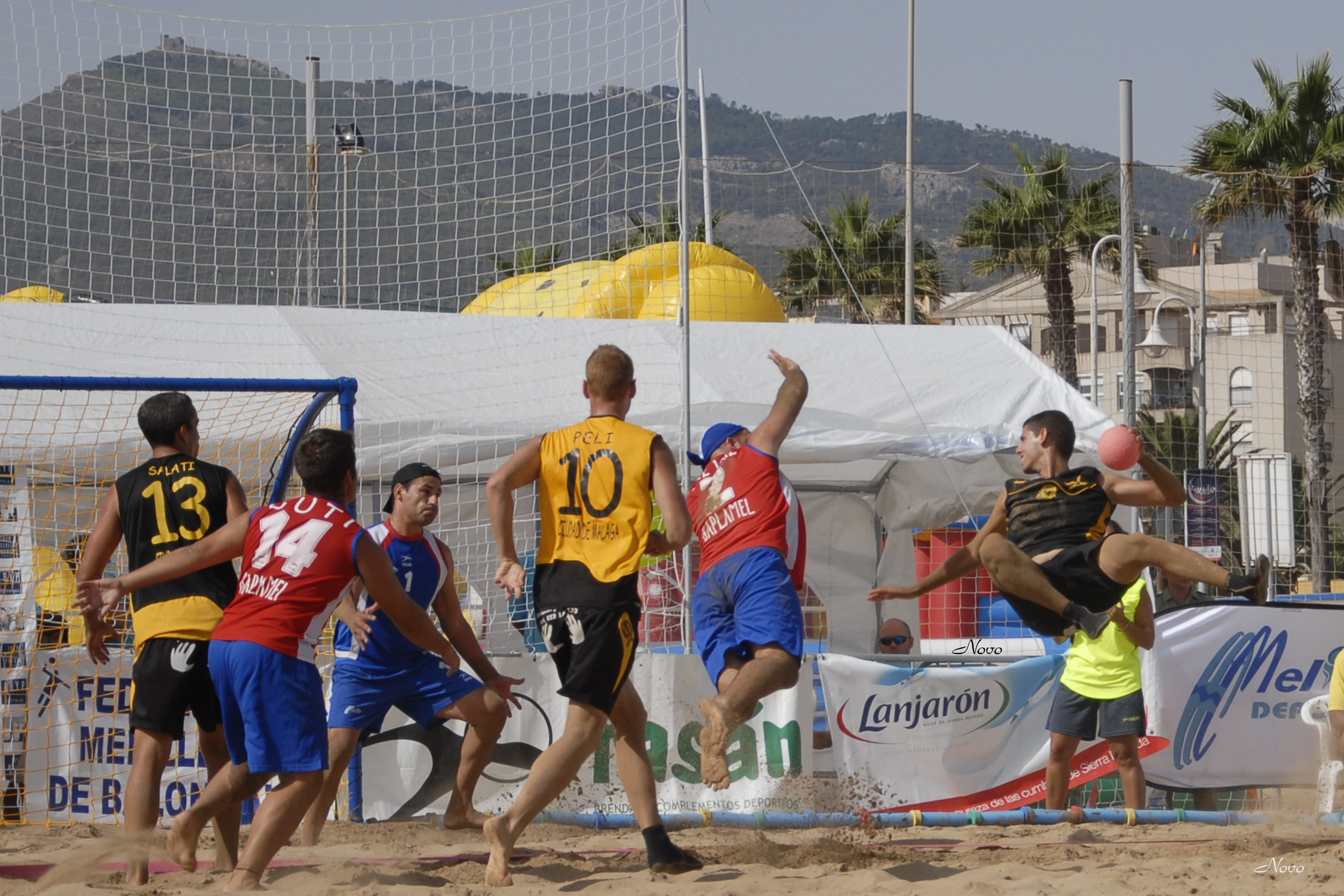
Beach Handball a Melilla

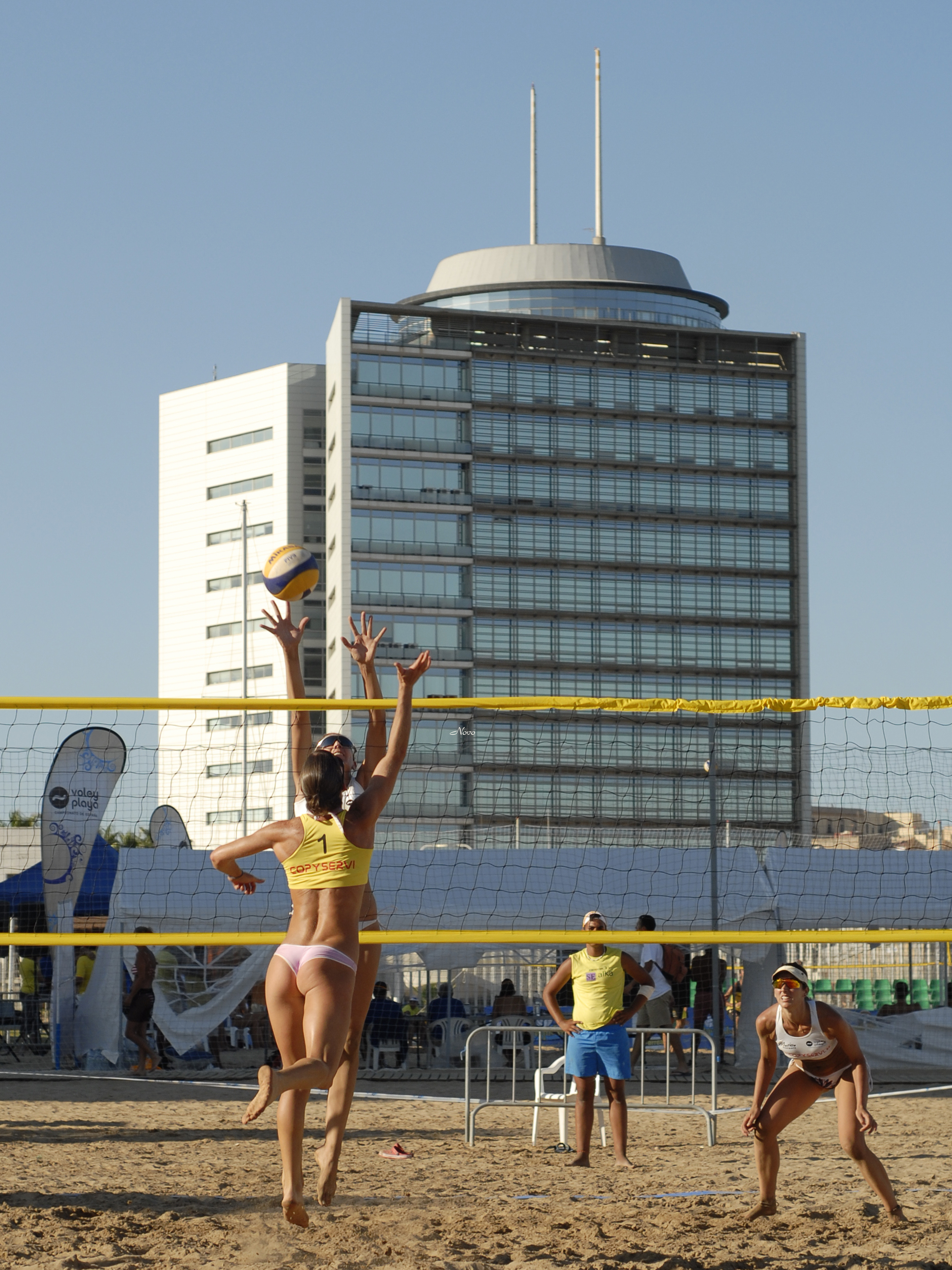
Campionato di Spagna di Beach Volley alla Playa de San Lorenzo e Torres V Centenario

### Impianti sportivi
Si segnala il Pabellón Javier Imbroda, con una capacità di 3800 persone e il Estadio Municipal Álvarez Claro con una capacità di 12.000 persone. Inoltre, la città dispone del centro sportivo socioculturale militare Hípica General Bañuls, fondato nel 1904, con campi da tennis, paddle, equitazione, calcio, piscina, pallacanestro, ecc. Si segnala anche il Real Club Marítimo di Melilla. Melilla offre una buona dotazione di impianti sportivi: diversi campi da calcio e calcio a 7, circuito di motocross, circuito di radio control, club di paddle, petanca, il club sportivo El Fuerte, il campo da golf di Melilla, il padiglione sportivo Lázaro Fernández, il padiglione sportivo García Pezzi, piscine comunali e le piste Álvarez Claro.

### Pallacanestro
Il Club Melilla Baloncesto è la squadra di pallacanestro che milita nella LEB Oro (21-22) e ha vinto tre volte la Copa del Príncipe de Asturias de Baloncesto. Si segnala anche il CV Melilla, che gioca nella Superliga maschile (21-22).

### Calcio
Nel calcio si segnala la UD Melilla, che gioca nella Primera División RFEF (22-23) e il CD Intergym Melilla che gioca nel Grupo IX de la Tercera División RFEF (21-22). Inoltre, nella città si trova il Melilla Fútbol Sala in seconda LNFS.
Inoltre, si celebra la Semana Náutica de Melilla sia per la vela de crucero, dal 1997, che per la vela ligera dal 2013. Inoltre, dal 2012, ogni anno ha luogo la "Carrera Africana de la Legión", una corsa di circa 50 km.

## Amministrazione
La città ha un'assemblea elettiva e un Presidente, che è il capo dell'amministrazione.
Essendo città autonoma, a differenza delle Comunità autonome essa non ha iniziativa legislativa, ma le viene permesso di chiedere alle Corti generali iniziative legislative che ritenga opportune per una o per l'altra istituzione, mentre si autogoverna tramite un consiglio municipale, competente per i soli affari locali.

### Gemellaggi
- Almería, Spagna
- Caracas, Venezuela
- Cavite, Filippine
- Ceuta, Spagna
- Malaga, Spagna
- Mantova, Italia
- Motril, Spagna
- Montevideo, Uruguay
- Toledo, Spagna
- Vélez-Málaga, Spagna